# Willie Jorrin
Willie Jorrin (* 21. November 1969 in Sacramento, USA als Guillermo Jaime Jorrín) ist ein ehemaliger US-amerikanischer Profiboxer. Von September 2000 bis November 2002 war er WBC-Weltmeister im Superbantamgewicht. 

## Amateurkarriere
Willie Jorrin gewann bei den US-Meisterschaften 1990 eine Bronzemedaille im Bantamgewicht und erreichte bei den US-Meisterschaften 1991 und 1992 jeweils das Viertelfinale. Bei der US-Olympiaqualifikation 1992 schied er im Halbfinale des Federgewichts gegen Julian Wheeler aus.

## Profikarriere
Jorrin wurde von Dan Goossen promotet und bestritt sein Debüt im Februar 1993. Er gewann 26 Kämpfe in Folge, davon 13 vorzeitig. Er besiegte dabei unter anderem im Juni 1997 Enrique Jupiter, welcher im August 1997 WM-Herausforderer von Vuyani Bungu wurde, und im Juli 1999 Aristead Clayton, der im November 1996 WM-Herausforderer von Mbulelo Botile gewesen war.
In seinem 27. Kampf am 9. September 2000 boxte er in Manchester gegen den britischen Europameister Michael Brodie (Kampfbilanz: 29-0) um den vakanten WBC-Weltmeistertitel im Superbantamgewicht, der von Erik Morales niedergelegt worden war. Jorrin gewann den Kampf über zwölf Runden durch Mehrheitsentscheidung der Punktrichter. Im Januar 2001 gewann er einstimmig gegen Óscar Larios (39-2) und verteidigte seinen Titel auch im Februar 2002 durch ein Unentschieden gegen Osamu Satō (24-1). Am 1. November 2002 verlor er in seiner dritten Titelverteidigung in Sacramento durch TKO in der ersten Runde gegen Óscar Larios.
Im Anschluss bestritt er nur noch zwei Kämpfe, den letzten am 6. November 2003.
| Vorgänger    | Amt                                                                             | Nachfolger   |
| ------------ | ------------------------------------------------------------------------------- | ------------ |
| Erik Morales | Boxweltmeister im Superbantamgewicht (WBC) 9. September 2000 – 1. November 2002 | Óscar Larios |